# 新泉留衣
新泉留衣（日语： Araizumi Rui，1966年2月2日—），日本漫畫家、插畫家。出身於東京都。

## 來歷
學生時代作為漫畫家出道，初期漫畫作品有在雜誌《南瓜》連載的、之外，以及，1988年由白夜書房出版單行本。
負責奇幻小說《秀逗魔導士》系列（神一）的插畫。也創作了漫畫版本，最後被製作成動畫。
成為插畫家的出道作品是（飯野文彥著），在《DRAGON MAGAZINE》創刊號發表。此後，在為《秀逗魔導士》繪製插畫的同時，從1998年4月開始，也為讀者廣場繪製插畫已有數年。作為插畫家，也參與了其它輕小說和交換卡片遊戲《Monster Collection》系列的插畫。
作為動畫版的人物原案，同時負責《秀逗魔導士》的電視動畫、OVA、電影動畫的人物設定和視覺概念設計。在機器人動畫的《無敵王Trizenon》也參與人物原案設定。
在當前的輕小說熱潮中，他也是成人插畫家的先驅。外表是一個娃娃臉的男孩，因此在廁所被男同性戀追趕，被一家娛樂公司發掘。作為插畫師和漫畫家，策劃了業界首本寫真書項目，但都未能實現。此外，在交友關係方面，和同文庫的插畫家壽司、橫田守有認識。
漢字的寫法是「新泉留衣」。他在1996年7月28日的文化放送廣播節目《秀逗魔導士RETURN大放送》以來賓出席說到筆名的由來：「對我的工作而言，如果能像泉水一樣湧出許多嶄新的創意就好了，因這個期望所以才會叫。至於則是把這個工作比喻為衣服，代表『我一輩子都不會離開這個工作喔！』的。但是因為寫成漢字實在很難為情，所以就變成用平假名了」。而在《秀逗魔導士》擔當主配的配音員林原惠聽了相當感動，對這個筆名的由來印象深刻。
1998年左右開始，其繪畫方式從紙上轉移到CG，不再使用模擬作畫的方式表現。這一點在小說版《秀逗魔導士SPECIAL》第13冊中可以清楚地看到。此外，該書的舊版全部採用手繪色彩，但雜誌上的特刊不限於此。
在《DRAGON MAGAZINE》雜誌大部分發佈的賽璐風格插圖中，線稿是新泉留衣負責，但是臨摹和上色都外包給了動畫製作公司。在畫冊中也有收錄賽璐風格的插圖。
在東日本大震災的慈善企劃中，於Comic Market80發行了莉娜·因巴斯的滑鼠墊，並在扣除各種費用後將全部金額捐贈給日本紅十字會。雖然是非官方商品，但有得到作者和出版商的許可。

## 作品列表

### 繪圖、插畫
富士見Fantasia文庫
- 秀逗魔導士系列（神一）（DRAGON MAGAZINE（日语：ドラゴンマガジン））
- 無敵王Trizenon（日语：無敵王トライゼノン）〈1〉北海，燃燒吧！（長谷川勝己）

DRAGON MAGAZINE增刊
- 《奇幻大逃殺》發佈（吉村夜）

富士見Mystery文庫
- （紙谷龍生）

其它
- 專欄 瑠衣藏的物怪人生 《奇幻大逃殺》連載
- MAPS（日语：マップス） 愛藏版 5 (Flex Comix)（長谷川裕一）
- MAPS（日语：マップス#マップス・シェアードワールド） 2 ――
- 還有明天―SWEET TIME EXPRESS（林原惠、淺木櫻）插圖寄稿
- 怪人開發部的黑井津小姐：插圖[4]

### 畫冊
- 《秀逗魔導士》（1996年7月，富士見書房 ISBN 482919118X）
- 《秀逗魔導士 Dra-Mata》（1998年8月，富士見書房 ISBN 4829191201）

### 漫畫
- 魔法橋梁 道具探索家（日语：アイテムゲッター 〜僕らの科学と魔法の関係〜）（原作：神樂淳）（2009年，《月刊Comic RUSH（日语：月刊コミックラッシュ）》連載，JIVE）
- 秀逗魔導士（1995年7月，〈DRAGON COMICS〉） 
  - 秀逗魔導士 新裝版（2001年12月，〈角川COMIC DRAGON Jr.〉）
- （1993年，《月刊DRAGON MAGAZINE（日语：ドラゴンマガジン）》發佈，富士見書房）
- 妄想狂想曲（1993年，《月刊YOUNG HiP》發佈，WANIMAGAZINE社（日语：ワニマガジン社））
- （1986年—，《月刊COMET SISTERS》連載，白夜書房（日语：白夜書房））
- （1988年7月，白夜書房）
- （1982年—，《月刊南瓜》連載，白夜書房）

### 手機程式
- （Hudson Soft）人物設定

### 其它
- （AIC Spirits）
- 原創插圖&回憶專輯

## 腳註

## 外部連結
- 新泉留衣的X（前Twitter） （日語） （2009年8月9日 21:29—） ※UTC表記。
- 新泉留衣的pixiv （日語）
- (||ﾟДﾟ) （页面存档备份，存于） （日語）—新泉留衣的官方個人部落格（2011年5月20日—）。